# 成功路 (臺北市)
成功路，是臺北市的一條街道，總共有五段，範圍跨越南港區以及內湖區。其中成功路二段駐有醫學中心等級的三軍總醫院，為內湖地區的最大醫院。成功路四段為內湖區的中心商業區。臺北市惟二的大型天然湖泊（碧湖、大湖）之一的大湖公園也座落於成功路五段，並且成為市民的假日休閒場所。台北捷運內湖線有兩站設在在成功路上，分別是位於成功路四段（近金湖路、金龍路十字路口）之內湖站，以及位於成功路五段的大湖公園站。
位於內湖區境內的成功路二段民權東路六段路口起至成功路五段係配合當地地形而開設，整條路線大致成為約270度的順時針圓弧形。若在成功路五段末端續行即為民權東路六段，可再接回成功路二段民權東路六段路口。

## 分段
成功路共分五段，除一段位於南港區，其餘皆位於內湖區。成功路一段、二段原本以「長壽橋」相連(本橋興建於民國三十七年，最初為混凝土橋柱的木面橋樑；四十二年，改建為水泥橋面，是內湖與南港之間，唯一可行駛汽車的橋樑。民國五十年間，因橋樑老舊，不堪負荷，曾有公車經過，發生橋面斷裂為二；因此，致使公車落水，溺斃二十餘名乘客之慘案。之後，再改建竣工於民國五十六年一月。)；最後，配合基隆河截彎取直整治工程，而於民國八十五年間，將本座橋樑完全拆除。使得南港區成功路一段之平面路段需經由成功橋橋下連接至南港區向陽路258巷，而無法連接至成功路二段。
- 成功路一段：內於南港區，起自南港路三段，終於基隆河成功橋上南港區、內湖區區界。
- 成功路二段：內於內湖區，起自區界，終於公館山與其東側標高108公尺山峰間鞍部。
- 成功路三段：內於內湖區，起自公館山東側鞍部，終於康寧路一段。
- 成功路四段：內於內湖區，起自康寧路一段，終於大湖街131巷、158巷。
- 成功路五段：內於內湖區，起自大湖街131巷、158巷，終於金湖路、康寧路三段。

## 主要設施與景點
| | |
| 一段 - 成功橋（銜接南港區向陽路） - 臺北市南港區玉成國民小學（位於與成功路一段相交的南港路三段南側） - 向陽公園 二段 - 臺北市內湖區潭美國民小學 - 石潭公園 - 中山高速公路內湖交流道 - 湖興公園 - 下灣公園 - 湖興立體停車場（322號） - 防災科學教育館（376號） - 臺北市政府消防局第三大隊內湖消防分隊（378號） - 三軍總醫院內湖總院 三段 - 臺北市立內湖國民中學 - 方濟中學 - 文德女中 | 四段 - 湖光市場 - 清白公園 - 捷運內湖站 - 成功公園 五段 - 臺北市政府警察局內湖分局大湖派出所（1號） - 臺北市政府消防局第三大隊大湖消防分隊（5號） - 湖山6號公園 - 大湖公園地下停車場 - 捷運大湖公園站 - 大湖公園 - 台北市公共自行車租賃系統捷運大湖公園站[1號出口] - 白鷺鷥山登山步道 |